# Calophyidae

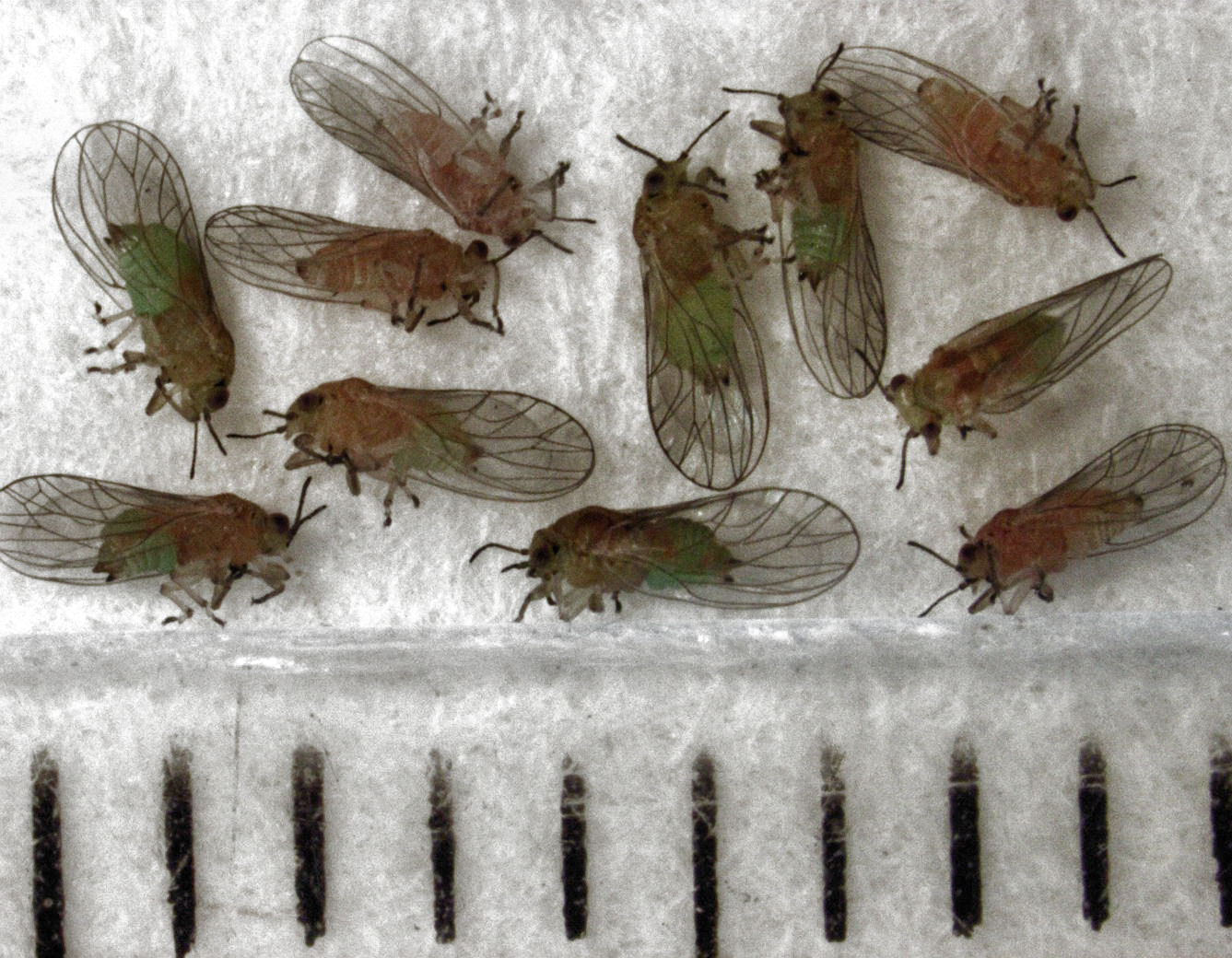
Calophya schini

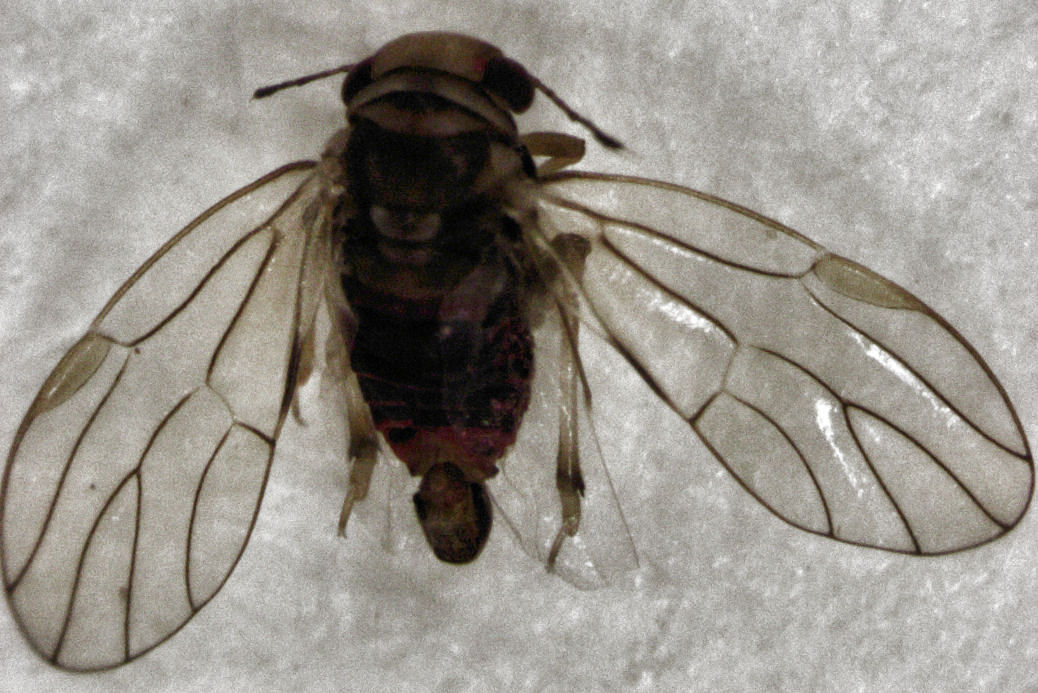
Atmetocranium myersi

Calophyidae (лат.) — семейство мелких полужесткокрылых насекомых из надсемейства листоблошковых (Psylloidea). Включает около 100 видов.

## Распространение
Встречаются в основном в Неотропике и в Юго-Восточной Азии, а некоторые виды также в умеренных регионах северного полушария и в Австралии. В Европе широко распространен только вид Calophya rhois.

## Описание
Мелкие полужесткокрылые насекомые. Длина от 2,5 до 6 мм. Внешне похожи на цикадок, задние ноги прыгательные. Передние перепончатые крылья более плотные и крупные, чем задние; в состоянии покоя сложены крышевидно. Жилкование переднего крыла во многом сходно с таковой у Psyllidae. Птеростигма узкая; костальная жилка сливается с субкостальной. Базальная жилка разветвляется на две ветви: передняя составляет радиальную жилку, а задняя поочередно разветвляется в медиальную и кубитальную. Заметно развита ячейка Cu1a. Лапки имеют 2 сегмента, каждый из которых примерно одинаковой длины и заканчивается парой когтей. Антенны короткие, имеют 10 сегментов. Голова широкая как переднеспинка.
Виды этого семейства в основном связаны с растениями семейства Анакардиевые и, в меньшей степени, с другими семействами Sapindales. Взрослые особи очень активны и могут прыгать или летать, когда их потревожат. И взрослые особи, и нимфы питаются, высасывая сок растений. Нимфы гораздо менее активны, чем взрослые. Нимфы более мелких видов часто живут в небольших углублениях, которые они делают в листьях растений, которыми они питаются, но нимфы более крупных видов производят большое количество восковых нитей, выходящих из их тел, и часто они причиняют вред растениям, вызывая галлы.

## Систематика
Около 100 видов. Выделяют от 6 до 11 родов.
- Allophorina Hodkinson, 1991[8] (2 вида)
- Atmetocranium Tuthill, 1952[9][10] (1)
- Bharatiana Mathur, 1973 (4)
- Calophya Löw, 1879typus (более 60)[11]
- Cecidopsylla Kieffer, 1905[12] (9)
- Mastigimas Enderlein, 1921[13] (8)
- Metapsylla Kuwayama, 1908 (5)
- Pseudoglycaspsis Brown & Hodkinson, 1988[14] (1)
- Strogylocephala Crawford, 1917 (2)
- Symphorosus Li, 2002[15] (1)
- Synpsylla Yang, 1984 (1)
- †Psyllites Cockerell, 1915 (1)